# آمباپانی
آمباپانی (به انگلیسی: Ambapani) یک منطقهٔ مسکونی در هند است که در بخش سیمدگا واقع شده‌است. آمباپانی ۲۴٬۰۰۰ نفر جمعیت دارد و ۴۵۲ متر بالاتر از سطح دریا واقع شده‌است.